# Монтегроссо-д'Асті
Монтегроссо-д'Асті, Монтеґроссо-д'Асті (італ. Montegrosso d'Asti, п'єм. Mongròss) — муніципалітет в Італії, у регіоні П'ємонт,  провінція Асті.
Монтегроссо-д'Асті розташоване на відстані близько 480 км на північний захід від Рима, 55 км на південний схід від Турина, 9 км на південь від Асті.
Населення — 2343 особи (2014).
Щорічний фестиваль відбувається 16 серпня. Покровитель — святий Рох.

## Демографія
Населення за роками:

Станом на 1 січня 2023 року в муніципалітеті офіційно проживало 255 іноземців з 29 країн, серед них 84 громадяни країн Євросоюзу та 6 громадян України.

## Сусідні муніципалітети
- Альяно-Терме
- Кастельнуово-Кальчеа
- Костільйоле-д'Асті
- Ізола-д'Асті
- Момберчеллі
- Монтальдо-Скарампі
- Рокка-д'Араццо
- Вільяно-д'Асті

## Галерея зображень

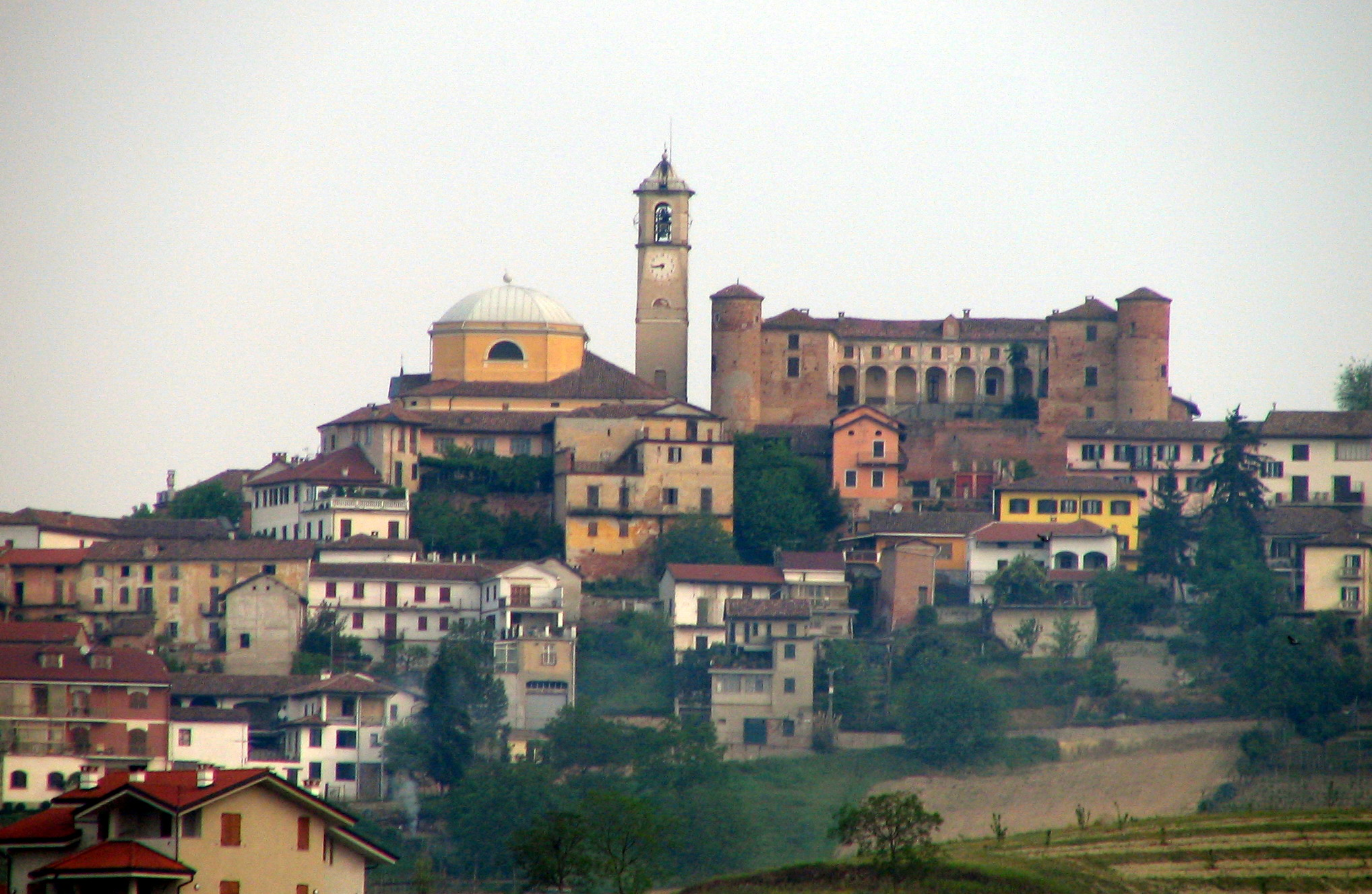
Panorama
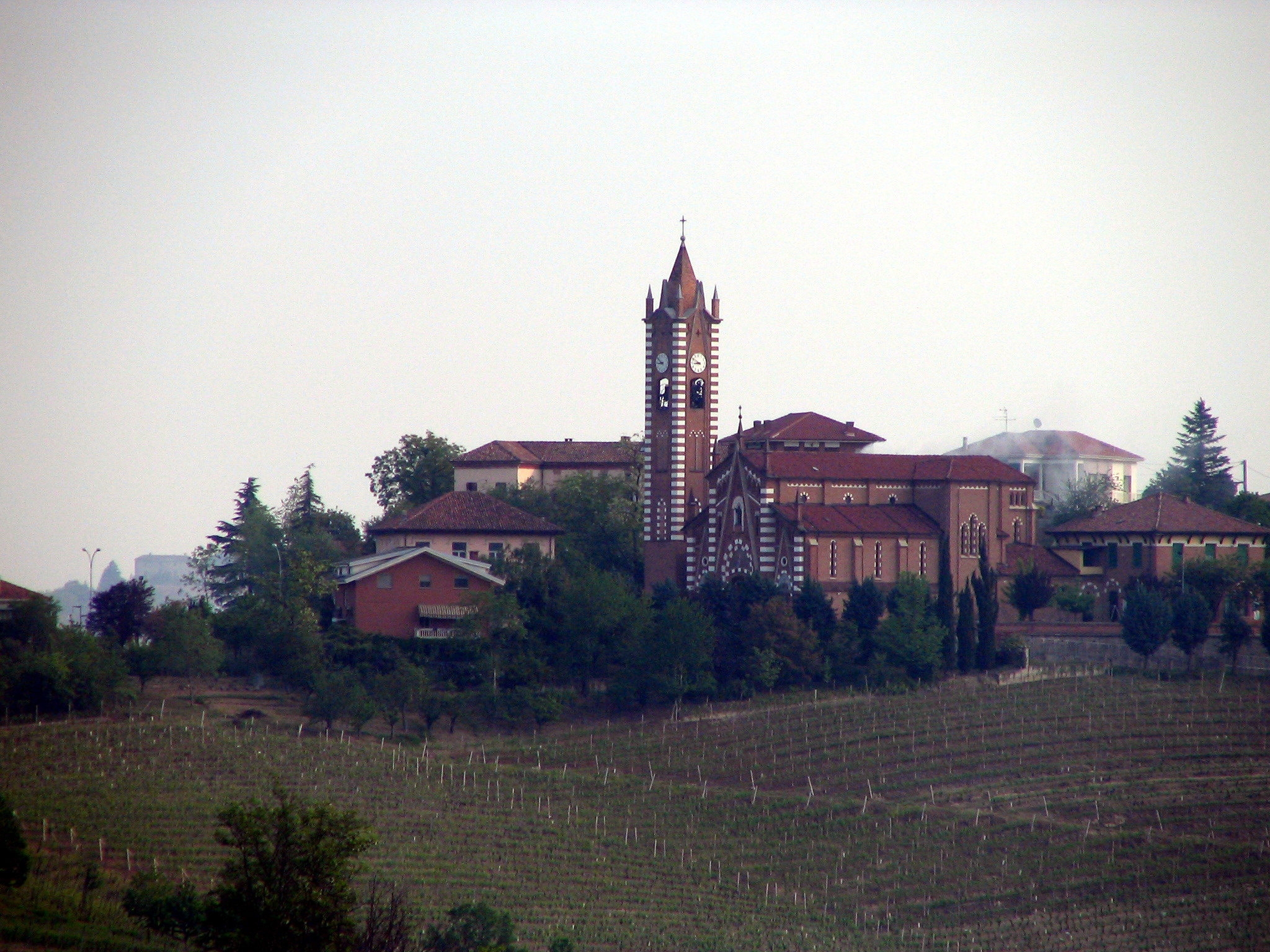
Santo Stefano di Montegrosso